# صبير
الصبَّار  أو الصبير أو التين الشوكي (الاسم العلمي: Opuntia) هو جنس من النباتات يتبع الفصيلة الصبارية من رتبة القرنفليات.

## أنواع الصبير
- صبير التين الهندي
- صبير أزغب
- صبير أسخم
- صبير أسطواني
- صبير أشعر
- صبير ذهبي
- صبير أكبر
- صبير أليف الحجر
- صبير لامع
- صبير أنغلماني
- صبير باراغواني
- صبير باسق
- صبير برتقالي
- صبير ثعباني
- صبير ثلاثي الأشواك
- صبير ثنائي الألوان
- صبير جاليسكاني
- صبير جزري
- صبير خذروفي
- صبير دورانغوي
- صبير رجل الأرنب
- صبير رصاصي
- صبير رملي
- صبير سالمي
- صبير سميك
- صبير سميك الساق
- صبير شاطئي
- صبير حجري
- صبير قاسي
- صبير ضيق التويجية
- صبير عاري
- صبير مرتفع
- صبير عالي
- صبير عجيب
- صبير عريض
- صبير غالاباغوسي
- صبير غربي
- صبير غواتيمالي
- صبير كبريتي
- صبير كبير البذور
- صبير كبير الجذور
- صبير كبير
- صبير كبير الأزهار
- صبير كبير الأشواك
- صبير كثير الأشواك
- صبير كثيف الأزهار
- صبير كثيف الأشواك
- صبير كوبي
- صبير كولومبي
- صبير كيتوني
- صبير مارنيري
- صبير مترامي
- صبير متعدد الثمار
- صبير مخملي
- صبير مغبر
- صبير مفصلي
- صبير منخفض
- صبير نهري
- صبير هندوراسي
- صبير وضيع

## الأنواع
أنواع هذا الجنس:
- كود سباركل
- تحديث القائمة

نوع:صبير أزغب 
اسم علمي: Opuntia pubescens

نوع:صبير أسخم 
اسم علمي: Opuntia fuliginosa

نوع:صبير أسطواني 
اسم علمي: Opuntia cylindrica

نوع:صبير أشعر 
اسم علمي: Opuntia pilifera

نوع:صبير أكبر 
اسم علمي: Opuntia maxima

نوع:صبير التين الهندي 
اسم علمي: Opuntia ficus-indica

نوع:صبير أليف الحجر 
اسم علمي: Opuntia saxicola

نوع:صبير أنغلماني 
اسم علمي: Opuntia engelmannii

نوع:صبير باراغواني 
اسم علمي: Opuntia paraguayensis

نوع:صبير باسق 
اسم علمي: Opuntia excelsa

نوع:صبير برتقالي 
اسم علمي: Opuntia aurantiaca

نوع:صبير ثعباني 
اسم علمي: Opuntia colubrina

نوع:صبير ثلاثي الأشواك 
اسم علمي: Opuntia triacantha

نوع:صبير ثنائي الألوان 
اسم علمي: Opuntia discolor

نوع:صبير جاليسكاني 
اسم علمي: Opuntia jaliscana

نوع:صبير جزري 
اسم علمي: Opuntia insularis

نوع:صبير حجري 
اسم علمي: Opuntia saxatilis

نوع:صبير خذروفي 
اسم علمي: Opuntia turbinata

نوع:صبير دورانغوي 
اسم علمي: Opuntia durangensis

نوع:صبير ذهبي 
اسم علمي: Opuntia aurea

نوع:صبير رصاصي 
اسم علمي: Opuntia plumbea

نوع:صبير رملي 
اسم علمي: Opuntia arenaria

نوع:صبير سالمي 
اسم علمي: Opuntia salmiana

نوع:صبير سميك 
اسم علمي: Opuntia crassa

نوع:صبير سميك الساق 
اسم علمي: Opuntia pachypus

نوع:صبير شاطئي 
اسم علمي: Opuntia littoralis

نوع:صبير ضيق التويجية 
اسم علمي: Opuntia stenopetala

نوع:صبير عاري 
اسم علمي: Opuntia nuda

نوع:صبير عالي 
اسم علمي: Opuntia elatior

نوع:صبير عجيب 
اسم علمي: Opuntia sphaerica

نوع:صبير عريض 
اسم علمي: Opuntia lata

نوع:صبير غالاباغوسي 
اسم علمي: Opuntia galapageia

نوع:صبير قاسي 
اسم علمي: Opuntia robusta

نوع:صبير كمثري شرقي 
اسم علمي: Opuntia humifusa

نوع:صبير لامع 
اسم علمي: Opuntia stricta

نوع:صبير مرتفع 
اسم علمي: Opuntia elata